# 光德
光德（950年正月—951年十二月）是朝鲜半岛高麗王朝国王光宗王昭之年號。

## 紀年、干支、西曆對照表
| 天授 | 元年  | 二年  |
| ---- | ----- | ----- |
| 公元 | 950年 | 951年 |
| 干支 | 庚戌  | 辛亥  |

## 同期存在的其他政權之紀年
- 中國
  - 乾祐（948年－950年，951年－956年）：後漢—劉知遠、劉承祐，北漢—劉旻、劉鈞之年號
  - 廣順（951年－953年）：後周—郭威之年號
  - 保大（943年－957年）：南唐—李璟之年號
  - 和（943年－958年）：南漢—劉晟之年號
  - 廣政（938年－965年）：後蜀—孟昶之年號
  - 至治（946年－951年）：大理國—段思良之年號
  - 天祿（947年－951年）：遼朝—遼世宗耶律阮之年號
  - 應曆（951年－969年）：遼朝—遼穆宗耶律璟之年號
  - 同慶（912年－966年）：于闐—尉遲烏僧波之年號
- 日本
  - 天曆（947年－957年）：村上天皇之年号

## 参看
- 朝鮮半島年號列表